# 王弘誨
王弘诲（1542年—1615年），字绍传，号忠铭。廣東瓊州府定安縣（今屬海南省）人。明朝官員、教育家。嘉靖辛酉解元，乙丑進士。官至南京禮部尚書。

## 生平
祖父王禧，被譽為范蠡之师计然。王弘诲幼时聪颖过人，5岁入私塾读书，嘉靖四十年（1561年）高中廣東鄉試第一名（解元），嘉靖四十四年（1565年），中乙丑科进士，礼部观政，改选翰林院庶吉士。隆慶四年（1570年）四月授本院检讨，丁忧归。万历四年（1576年）八月復除原官，五年八月升編修。七年五月升国子监司业，萬曆十年（1582年）七月升右谕德，掌南翰林院事。张居正死后，十一年二月升南京国子监祭酒，十二年二月升南京吏部右侍郎，十月改任礼部右侍郎兼侍读学士。十四年六月升左侍郎，兼官照旧。十五年二月加太子宾客，十二月掌詹事府事，十六年四月教习庶吉士，十一月改吏部左侍郎，照旧掌詹事府事，十七年二月为会试主考官，又充读卷官，六月官至南京礼部尚书。万历二十一年（1593年）六月“再疏告休，得旨回籍调理候召”。万历二十三年十一月起復南京礼部尚书，二十七年（1599年）十二月致仕回乡，创立尚友书院，“重实践力行，生平不作空谈无益之言”。四十三年五月卒，赠太子少保。

## 事跡

### 海瑞
嘉靖間，海瑞因直諫下獄，王弘誨不怕受牵连，探监看望，為其调药护理。

### 張居正
時张居正当国专恣，傳言弘诲曾作《火树篇》、《春雪歌》讥之。万历六年初，为张居正亡父撰《神道碑》。

### 奏考回瓊
万历四年（1576年），因琼州学子赶考路途遥远，渡海艰难，王弘誨特上疏请求在海南单设院试、乡试考场，得到准许。

### 利瑪竇
萬曆十九年，王弘誨在广东韶州遇到利玛窦（Mattew Ricci），兩人相谈甚欢。万历二十六年（1598）官复原职，途過韶州，利玛窦送其玻璃三棱镜，並與郭居靜、利玛窦一起前往南京；万历二十六年八月七日，弘誨引荐利玛窦至北京，成为首位进京的西方传教士，時值壬辰倭亂，任何外國人都受到懷疑，旅程只能秘密進行。王弘诲曾带利玛窦去参观孔庙和参拜孔子。

## 著作
王弘诲工詩文，著作有《来鹤轩集》、《南溟奇甸集》、《尚友堂稿》、《吴越游记》、《天池草》、《文字谈苑》及《南礼奏牍》等。

## 遺跡
明隆庆二年（1568年）春，时为翰林院庶吉士的王弘诲在定安县城中街立“解元坊”。清代曾重修一次，民国十七年（1928年）夏，因建新街，迁至镇东门街老市场东侧，至今尚存。
定安雷鸣镇龙梅村有其故居。

## 家族
曾祖王琯。祖王禧，壽官、贈南京禮部尚書。父王允升，训导、累赠南京禮部尚書。母莫氏，封孺人累赠夫人。兄王弘謨、弘詔，俱光禄监事；弘誥（庠生）、弟弘諤。

## 參看
- 历史人物:明朝进士王弘诲 （页面存档备份，存于）
- 郭皓政，《南溟国士 奇甸鸿儒——明代名臣王弘诲》，南方出版社，2015年
- 邓光华，《王弘诲传》，海南出版社出版发行，2017年5月